# Saint-Molf
Saint-Molf is een gemeente in het Franse departement Loire-Atlantique (regio Pays de la Loire). De plaats maakt deel uit van het arrondissement Saint-Nazaire. Saint-Molf telde op 1 januari 2022 2.859 inwoners.

## Geografie
De oppervlakte van Saint-Molf bedroeg op 1 januari 2022 22,82 vierkante kilometer; de bevolkingsdichtheid was toen 125,3 inwoners per km².

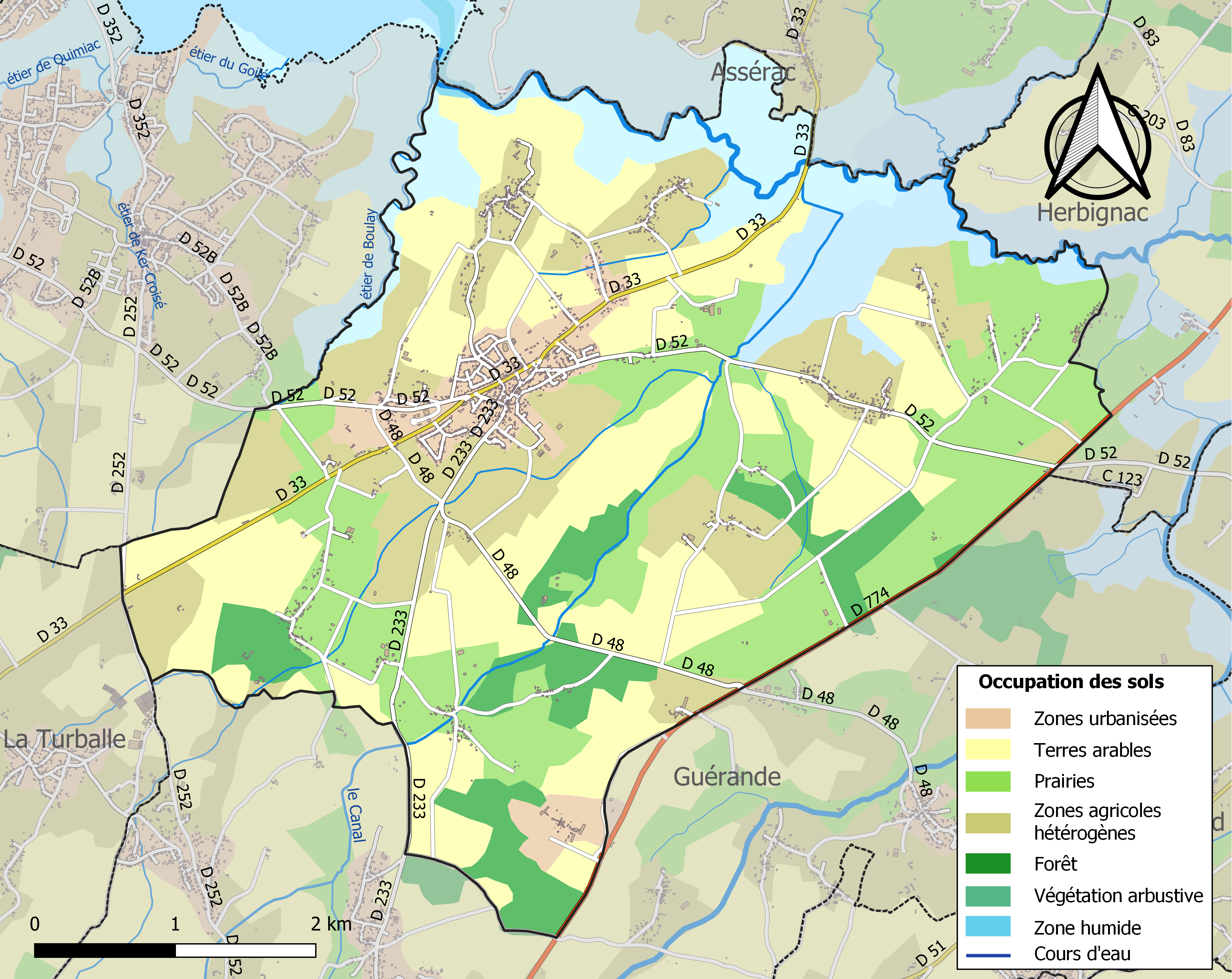
Kaart van de gemeente met de belangrijkste infrastructuur, bodemgebruik en omliggende gemeenten

## Demografie
Onderstaande figuur toont het verloop van het inwonertal (bron: INSEE-tellingen).